# Kaiirka, Kalanceak
Kaiirka (în ucraineană Каїрка) este un sat în comuna Cervonîi Ceaban din raionul Kalanceak, regiunea Herson, Ucraina.

## Demografie
Componența lingvistică a localității Kaiirka
     Ucraineană (63,41%)
     Rusă (8,54%)
     Alte limbi (0,6%)
Conform recensământului din 2001, majoritatea populației localității Kaiirka era vorbitoare de ucraineană (63,41%), existând în minoritate și vorbitori de rusă (8,54%).